# Robiniabladwesp
De robiniabladwesp (Nematus tibialis) is een vliesvleugelig insect uit de familie van de bladwespen (Tenthredinidae). De wetenschappelijke naam van de soort is gepubliceerd in 1837 door Newman.